# Yeo Reum
Đây là một tên người Triều Tiên, họ là Yeo.
Yeo Reum (tiếng Hàn: 여름; sinh ngày 22 tháng 6 năm 1989) là một cầu thủ bóng đá Hàn Quốc thi đấu ở vị trí tiền vệ cho Sangju Sangmu.

## Sự nghiệp
Anh được lựa chọn bởi Gwangju FC ở đợt tuyển quân K League 2012, nhưng không được ra sân trong năm đầu tiên được tuyển. Anh ra mắt ở trận đấu tại giải vô địch trước Sangju Sangmu ngày 16 tháng 3 năm 2013. Trong cả sự nghiệp, anh ghi 5 bàn thắng, có 30 thẻ vàng, 3 thẻ đỏ và thi đấu 177 giờ (10616 phút).